# Leichtathletik-Weltmeisterschaften 2013/Teilnehmer (Kuwait)
| Gelbes Symbol für Goldmedaillen mit stilisierten Olympischen Ringen | Graues Symbol für Silbermedaillen mit stilisierten Olympischen Ringen | Braundes Symbol für Bronzemedaillen mit stilisierten Olympischen Ringen |
| ------------------------------------------------------------------- | --------------------------------------------------------------------- | ----------------------------------------------------------------------- |
| —                                                                   | —                                                                     | —                                                                       |

Der Leichtathletik-Verband Kuwaits stellte einen Teilnehmer bei den Leichtathletik-Weltmeisterschaften 2013 in der russischen Hauptstadt Moskau.

## Ergebnisse

### Männer

#### Sprung/Wurf
| Athlet                 | Disziplin  | Qualifikation | Qualifikation | Finale | Finale |
| Athlet                 | Disziplin  | Weite         | Platz         | Weite  | Platz  |
| ---------------------- | ---------- | ------------- | ------------- | ------ | ------ |
| Ali Mohamed al-Zankawi | Hammerwurf | DNS           | DNS           | –––    | –––    |